# Рожково (Калининградская область)
Рожково — посёлок в Гурьевском городском округе Калининградской области. Входит в состав Храбровского сельского поселения.

## Население
| 2002 | 2010 |
| ---- | ---- |
| 194  | ↗222 |

## История
Первое упоминание поселения относится к 1485 году.
В 1946 году Первиссау был переименован в поселок Рожково.